# Donato Raffaele Sbarretti Tazza
Donato Raffaele Sbarretti Tazza (Montefranco, 12 novembre 1856 – Roma, 1º aprile 1939) è stato un cardinale, arcivescovo cattolico e diplomatico italiano, al servizio della Santa Sede.

## Biografia
Era nipote del cardinale Enea Sbarretti. Studiò al seminario di Spoleto, e poi al Pontificio Seminario Sant'Apollinare, dove ottenne i dottorati in teologia e in utroque iure.
Fu ordinato presbitero il 12 aprile 1879 a Roma. Divise il suo tempo tra gli studi a Roma, dove era anche minutante ella Sacra Congregazione de Propaganda Fide, e il servizio pastorale a Spoleto. Nel 1885 fu nominato professore di teologia morale e di diritto canonico al Pontificio Ateneo Urbaniano. Fu membro della Segreteria di Stato della Santa Sede. Nel 1893 ebbe il suo primo incarico diplomatico negli Stati Uniti.
Il 9 gennaio 1900 fu eletto vescovo di San Cristóbal de la Habana e fu consacrato vescovo il 4 febbraio dello stesso anno a Washington da Sebastiano Martinelli, arcivescovo titolare di Efeso e delegato apostolico negli Stati Uniti. Il 16 settembre 1901 fu promosso arcivescovo titolare di Gortina e il 16 dicembre traslato alla sede arcivescovile titolare di Efeso.
Il 15 febbraio 1902 fu inviato come delegato apostolico straordinario nelle Filippine, allora colonia statunitense, per negoziare il problema della Chiesa filippina indipendente, una comunità sorta da uno scisma con la Chiesa cattolica con velleità indipendentiste in campo politico. Il governo statunitense impose però di trattare direttamente con la Santa Sede e dichiarò persona non grata Donato Raffaele Sbarretti Tazza, che pertanto non poté recarsi a Manila.
Il 26 dicembre 1902 fu nominato delegato apostolico in Canada. Compì un lungo viaggio in Europa dal settembre del 1906 fino al giugno del 1907, quindi rimase in Canada fino al 1910, rassegnando le sue dimissioni dall'incarico durante una missione a Roma, durante la quale era stato nominato segretario della Sacra Congregazione dei Religiosi.
Papa Benedetto XV lo elevò al rango di cardinale nel concistoro del 4 dicembre 1916. Il 7 dicembre dello stesso anno ricevette il titolo di San Silvestro in Capite. Fu prefetto della Sacra Congregazione del Concilio dal 28 marzo 1919 al 4 luglio 1930. Il 17 dicembre 1928 optò per l'ordine dei cardinali vescovo e per la sede suburbicaria di Sabina e Poggio Mirteto. Il 4 luglio 1930 divenne prefetto della Congregazione del Sant'Uffizio, incarico che mantenne fino alla morte.
Partecipò al conclave del 1922 che elesse papa Pio XI e al conclave del 1939 che elesse papa Pio XII.
Morì improvvisamente il 1º aprile 1939 per un infarto miocardico. Fu sepolto nel paese natale di Montefranco, prima nella chiesa del cimitero e poi traslato nella chiesa parrocchiale.

## Genealogia episcopale e successione apostolica
La genealogia episcopale è:
- Cardinale Scipione Rebiba
- Cardinale Giulio Antonio Santori
- Cardinale Girolamo Bernerio, O.P.
- Arcivescovo Galeazzo Sanvitale
- Cardinale Ludovico Ludovisi
- Cardinale Luigi Caetani
- Cardinale Ulderico Carpegna
- Cardinale Paluzzo Paluzzi Altieri degli Albertoni
- Papa Benedetto XIII
- Papa Benedetto XIV
- Papa Clemente XIII
- Cardinale Bernardino Giraud
- Cardinale Alessandro Mattei
- Cardinale Pietro Francesco Galleffi
- Cardinale Giacomo Filippo Fransoni
- Cardinale Carlo Sacconi
- Cardinale Edward Henry Howard
- Cardinale Mariano Rampolla del Tindaro
- Cardinale Sebastiano Martinelli, O.E.S.A.
- Cardinale Donato Raffaele Sbarretti Tazza

La successione apostolica è:
- Arcivescovo Edward Joseph McCarthy (1906)
- Cardinale Lorenzo Lauri (1917)
- Arcivescovo Giuseppe di Girolamo (1920)
- Vescovo Domenico del Buono (1920)
- Cardinale Valerio Valeri (1927)
- Vescovo Federico Emanuel, S.D.B. (1929)
- Vescovo Domenico Ettorre (1937)